# Patrice Meyer

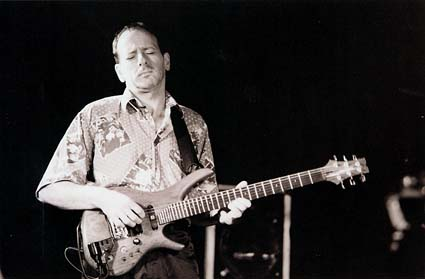
Patrice Meyer 2002

Patrice Meyer (* 18. Dezember 1957 in Strasbourg) ist ein französischer Progressive-Rock-, Fusion- und Jazzgitarrist.
Meyer begann ab dem zehnten Lebensjahr autodidaktisch Gitarre zu lernen. Von 1979 bis 1981 spielte er mit Henri Texier und Bernard Lubat; auch gab er Solokonzerte und eröffnete Konzerte für Jim Hall. Seit den 1980er-Jahren arbeitete er u. a. im Quartett mit Hugh Hopper, Pip Pyle und Sophia Domancich und Hoppers FrangloDutch Band, mit Richard Sinclair sowie mit Pierre Moerlen; 1995 tourte er in der Formation Equip Out mit Pyle, Paul Rogers und Elton Dean, in folgenden Jahren auch mit Didier Malherbe und Djivan Gasparyan. Unter eigenem Namen legte er mehrere Alben vor wie Racines crooisées (1983, mit Philippe Petit, Patrick Morgenthaler, Henri Texier, Jacques Mahieux) und Dromadaire Viennois (1986). 2001 erschien das mit John Greaves und Marcel Ballot aufgenommene Trioalbum On the Street Where You Live, mit Jazzstandards wie „All the Things You Are“ „It’s Only a Paper Moon“, „Over the Rainbow“ und „My Favorite Things“.